# Malé Ripňany
Malé Ripňany (in ungherese Kisrépény) è un comune della Slovacchia facente parte del distretto di Topoľčany, nella regione di Nitra.